# Метт Сміт
Метью Роберт Сміт (англ. Matthew Robert Smith, *28 жовтня 1982, Нортгемптон, Англія) — англійський актор. У дитинстві Сміт прагнув стати футболістом, але відмовився від своєї мрії після травми спини. Його перший виступ відбувся в «Убивстві в Соборі» на сцені Національного театру молоді. Він став професіональним актором 2003 року, коли зіграв головну роль у «Свіжих убивствах», а також у театральній адаптації «Плавання з акулами» разом із Крістіан Слейтер.
Уперше на телебаченні Сміт з'явився у фільмах «Рубін в імлі» та «Тінь на півночі», де зіграв Джима Тейлора. Його першою головною роллю стала роль Денні в телесеріалі BBC Two «Партійні тварини» 2007 року. Роком раніше він отримав схвальні відгуки критиків за роль Генрі у п'єсі «Те обличчя». Наприкінці 2008 року його було обрано на роль Одинадцятого Доктора у популярному серіалі BBC Доктор Хто, в якому він почав зніматися у п'ятому сезоні (2010 рік).

## Дитинство
Сміт народився й виріс у Нортгемптоні, де ходив до початкової школи. Він планував стати професіональним футболістом — грав за юнацькі команди футбольних клубів «Нортгемптон Таун», «Ноттінгем Форест» та «Лестер Сіті». Але після серйозної травми його викладач запросив його зіграти у шкільній п'єсі за мотивами фільму «12 розгніваних чоловіків». Хоча він і взяв участь у виставі, але відмовлявся йти далі акторською стежкою. Його театральний викладач наполіг і врешті-решт переконав Сміта вступити до Національного театру молоді. Після завершення школи Метт Сміт навчався акторської майстерності в Університеті Східної Англії.
Першими ролями Сміта в театрі стали роль Томаса Беккета у п'єсі «Убивство в соборі» і роль Фагота у п'єсі Майстер і Маргарита. Роль Фагота дозволила йому користуватись послугами агента, а також дала можливість отримати нові ролі у п'єсах «Свіжі убивства» і «На березі всього світу». Через велику кількість вистав останні два курси Університету Сміт закінчував заочно.

## Професійна кар'єра
Граючи в «На березі всього світу», він переїхав до Королівського Національного Театру в Лондоні, де отримав нову роль — учня Локвуда у п'єсі Алана Беннетта «Історики». Після «Істориків» він зіграв у п'єсах «Тавро/Чат/Громадянство» і «Плавання з акулами». Уперше на телебаченні він з'явився у ролі Джима Тейлора у фільмах за романами Філіпа Пуллмана «Рубін в імлі» та «Тінь на півночі», головну роль в яких виконувала Біллі Пайпер.

### Те обличчя
2007 року Сміт зіграв роль Генрі у виставі «Те обличчя» в Королівському Придворному Театрі, за яку отримав схвальні відгуки критиків. У цій п'єсі він грав разом із Ліндсі Дункан (мати-алкоголічка Генрі) та Фелісіті Джонс (пізніше — Ганною Мюррей), які грали його сестру-наркоманку. Вистава «Те обличчя» була спрямована на те, щоб люди замислились про нинішні проблеми алкоголізму та наркотиків. За це його було номіновано на Нагороду Лоуренса Олівера за видатні досягнення у театральному мистецтві, а сам Метт Сміт отримав нагороду від Evening Standard як «Найкращий новачок».

### Партійні тварини
Першу свою головну роль на телебаченні Сміт отримав у телесеріалі «Партійні тварини», в якому йшлося про вигаданих парламентських радників і дослідників у Вестмінстері. У «Партійних тваринах» Сміт грав лейбористського дослідника Денні Фостера. У свої 26 років Денні інтелігентний, але боязкий «політичний виродок», який прагне бути більше, ніж дослідником.
В інтерв'ю 2007 року Сміт розповідав про мотиви свого героя. Він описав Денні, як людину, що романтично ставиться до політики, але є цинічною в усьому іншому. Сміт розказав про емоційне та інтелектуальне дорослішання персонажа: емоційно, він відчуває недовіру до жінок — особливо це помітно у спілкуванні з Крісті, його нерозділеним коханням, — але актор характеризує його як дбайливого і чутливого, проте огидного, саркастичного і дотепного романтика; інтелектуально, Денні змальовується як уважний працівник із високою робочою мораллю.

### Доктор Хто
Виконавчий продюсер Стівен Моффат про кастинг Метта Сміта.
Наприкінці 2008 року Метта Сміта було обрано на роль Одинадцятого Доктора у фантастичному серіалі BBC Доктор Хто. У цій ролі він замінив Девіда Теннанта, який оголосив про свій відхід у жовтні 2008 року. Сміт був найменш відомим з акторів, які претендували на роль Доктора. Серед них були Петерсон Джозеф, Девід Моріссі, Шон Пертві, Джеймс Несбіт і навіть Кетрін Зета-Джонс та Біллі Пайпер. Сміта було оголошено найімовірнішим претендентом на цю роль за день до його офіційної презентації як Доктора 3 січня 2009 року. Сміт став наймолодшим актором, який грав Доктора, за всю історію серіалу. У свої 26 років Метт на три роки молодший за Пітера Дейвісона, що грав Доктора 1981 року, і молодший за будь-якого актора, який пробувався на цю роль. Після трьох тижнів роздумів Моффат і голова BBC Wales Пірс Венгер затвердили його на роль Доктора. У ВВС були побоювання щодо нового Доктора, адже 26-річний актор не може адекватно впоратись із такою важкою роллю. На це Венгер відповів, що свою професійність Сміт довів у «Партійних тваринах». Обрання Сміта неоднозначно сприйняли і фанати серіалу: одні вважають, що він надто молодий і не досвідчений, а інші — що його не обрали б, якби він не був спроможний зіграти Доктора.

## Фільмографія

### Кіно та телебачення
| Рік             | Українська назва               | Оригінальна назва               | Формат                 | Роль                       | Примітки                       |
| --------------- | ------------------------------ | ------------------------------- | ---------------------- | -------------------------- | ------------------------------ |
| 2006            | Рубін в імлі                   | The Ruby in the Smoke           | Телефільм              | Джим Тейлор                |                                |
| 2006            | Робота, що втекла              | Outsourced                      | Повнометражний фільм   | Дейв                       |                                |
| 2007            | Партійні тварини               | Party Animals                   | Телесеріал             | Денні Фостер               |                                |
| 2007            | Таємний щоденник повії         | Secret Diary of a Call Girl     | Телесеріал             | Тім                        | Сезон 1, Епізод 6              |
| 2007            | Вулиця                         | The Street                      | Телесеріал             | Айан Хенлі                 | Епізоди «Руйнування» і «Таксі» |
| 2007            | Тінь на півночі                | The Shadow in the North         | Телефільм              | Джим Тейлор                |                                |
| 2008            | Залягти на дно в Брюгге        | In Bruges                       | Повнометражний фільм   | Молодий Гаррі              | Сцену видалено                 |
| 2009            | Мозес Джонс                    | Moses Jones                     | Міні-серіал            | Ден Твентімен              |                                |
| 2009            | Разом                          | Together                        | Короткометражний фільм | Роб                        |                                |
| 2010            | Лоно                           | Womb                            | Повнометражний фільм   | Томас                      |                                |
| 2010-2013, 2014 | Доктор Хто                     | Doctor Who                      | Телесеріал             | Одинадцятий Доктор         |                                |
| 2010            | Пригоди Сари-Джейн             | The Sarah Jane Adventures       | Телесеріал             | Одинадцятий Доктор         | Сезон 4, епізоди 5 і 6         |
| 2011            | Крістофер та йому подібні      | Christopher and His Kind        | Телефільм              | Крістофер Ішервуд          |                                |
| 2012            | Берт і Діккі                   | Bert and Dickie                 | Телефільм              | Берт Бушнелл               |                                |
| 2014            | Загублена ріка                 | Lost River                      | Повнометражний фільм   | Буллі                      |                                |
| 2015            | Термінатор: Зародження         | Terminator Genisys              | Повнометражний фільм   | Образ «Скайнет» / Алекс    |                                |
| 2016            | Гордість і упередження і зомбі | Pride and Prejudice and Zombies | Повнометражний фільм   | містер Коллінз             |                                |
| 2016-2017       | Корона                         | The Crown                       | Телесеріал             | Філіп, герцог Единбурзький | 20 серій                       |
| 2018            |                                | Mapplethorpe                    | Повнометражний фільм   | Роберт Меплторп            |                                |
| 2018            |                                | Patient Zero                    | Повнометражний фільм   | Морган                     |                                |
| 2018            | Так сказав Чарлі               | Charlie Says                    | Повнометражний фільм   | Чарлз Менсон               |                                |
| 2019            | Державні таємниці              | Official Secrets                | Повнометражний фільм   | Мартін Брайт               |                                |
| 2020            |                                | His House                       | Повнометражний фільм   | Марк                       |                                |
| 2021            |                                | The Forgiven                    | Повнометражний фільм   | Річард Галлоуей            |                                |
| 2021            | Минулої ночі у Сохо            | Last Night in Soho              | Повнометражний фільм   | Джек                       |                                |
| 2022            | Морбіус                        | Morbius                         | Повнометражний фільм   | Локсіас Краун              |                                |
| 2022            | Дім Дракона                    | House of the Dragon             | Телесеріал             | Деймон Таргарієн           |                                |

### Театр
| Рік       | Спектакль              | Роль            | Театр                                   |
| --------- | ---------------------- | --------------- | --------------------------------------- |
| 2003      | Убивство в соборі      | Томас Беккет    |                                         |
| 2004      | Майстер і Маргарита    | Коров'єв        | Lyric Hammersmith, Лондон               |
| 2004      | Свіжі убивства         | Арнольд         | Королівський Придворий Театр, Лондон    |
| 2005      | На березі всього світу | Пол Данцінгер   | Королівський Театр, Манчестер           |
| 2005      | На березі всього світу | Пол Данцінгер   | Королівський Національний Театр, Лондон |
| 2005-2006 | Історики               | Локвуд          | Національний Театр, Лондон              |
| 2006      | Тавро/Чат/Громадянство | Том/Вільям/Гарі | Національний Театр, Лондон              |
| 2007      | Те обличчя             | Генрі           | Королівський Придворний Театр, Лондон   |
| 2007-2008 | Плавання з акулами     | Гай             | Водевіль-Театр, Лондон                  |
| 2008      | Те обличчя             | Генрі           | Театр Герцога Йоркського, Лондон        |